# 僕らの走ってきた道は…/Next SPARKLING!!
「僕らの走ってきた道は…/Next SPARKLING!!」（ぼくらのはしってきたみちは…/ネクストスパークリング!!）は、Aqoursの楽曲。2019年1月23日にLantisから発売された。楽曲は劇場版『ラブライブ！サンシャイン!! The School Idol Movie Over the Rainbow』のオープニングテーマおよびエンディングテーマ。

## 概要
劇場版『ラブライブ！サンシャイン!! The School Idol Movie Over the Rainbow』の主題歌・挿入歌シングル第1弾。劇中歌を2曲収録したシングル。
表題曲『僕らの走ってきた道は…』はオープニングテーマとして使用されている。衣装はキービジュアルでメンバーが着ている衣装と同一のもの。映像では沼津市内の観光スポットや店舗が多数登場し、そこで働いている実在の人物がアニメーションとしてカメオ出演している。また、1月10日にはこの曲のフルバージョンMVが内包された冒頭7分間映像が公式アカウントよりYouTube上で公開されている。
もう一つの表題曲『Next SPARKLING!!』は挿入歌およびエンディングテーマとして使用。沼津駅の南口に元・浦の星女学院の生徒達が考案及び制作した特設ステージで披露した楽曲。センターは高海千歌が担当。3年生が卒業して6人となった新しいAqoursとして最初の曲という位置づけとなっており、実際の劇中では3年生は参加していないが、2番からは空想的な空間という形で3年生が歌うパートが用意されている。衣装は天使をモチーフにしており、1・2年生が片翼、3年生が両翼とデザインが異なる。また、ライブパートの途中からエンドロールとなり、アウトロが非常に長い楽曲となっている。また、5thライブ「ラブライブ!サンシャイン!! Aqours 5th LoveLive! 〜Next SPARKLING!!〜」の副題にも選ばれている。なお、映像では元・浦の星女学院の生徒を含んだ静真高等学校の面々・一部のAqoursメンバーの家族・うちっちー・一部の一般女性も登場し、メンバーのライブを見に来ている。メンバーの髪型が異なるメンバーが多く、黒澤ルビィが団子ヘア、高海千歌・松浦果南・小原鞠莉の3人は髪を下ろしており、特に果南は初めて髪を下ろした状態でのステージとなった。
初回生産分には「Aqours メンバーカード」が1枚（全9種・ランダム）と、「ラブライブ！サンシャイン!! Aqours 5th LoveLive! 〜Next SPARKLING!!〜」のDay.1チケット最速先行抽選申込券が付属する。
キャッチコピーは「君と僕らはこれからも つながってるんだよ」。

## チャート成績
|                                       | 順位（売上）     | 順位（売上）      | 順位（売上）     | 順位（売上） |
| CDシングル                            | DLシングル       | 合算シングル      |                  |              |
| ------------------------------------- | ---------------- | ----------------- | ---------------- | ------------ |
| 1週目 (1月21日-27日集計、2月4日付)    | 1位 （7.4万枚）  | 24位 （0.47万DL） | 1位 （7.9万Pt）  |              |
| 2週目 (1月28日-2月3日集計、2月11日付) | 4位 （2.3万枚）  | 76位 （0.20万DL） | 5位 （2.4万Pt）  |              |
| 3週目 (2月4日-10日集計、2月18日付)    | 17位 （0.7万枚） | -                 | 18位 （0.8万Pt） |              |

1月22日付のオリコンデイリーランキングでは2.7万枚を売り上げ1位にランクイン。その後も5日連続でデイリー1位を守り、2019年2月4日付オリコン週間シングルランキングで7.4万枚を売り上げて1位にランクイン。Aqoursとしてはシングル・アルバム通じて初の首位獲得であるとともに、ラブライブ!シリーズのシングル作品が首位を獲得するのは初の快挙となった。キャラクター名義のシングル作品が首位を獲得するのはD/Zealの「ハーモニクス」以来1ヶ月ぶり通算6作品目であり、2ヶ月連続でランティスの所属アーティストが首位を獲得する結果となった。また、合算ランキングでも7.9万ポイントで週間1位を獲得した。
2週目も勢いは全く衰えず、2月1日付のデイリーランキング以降は次作「逃走迷走メビウスループ/Hop? Stop? Nonstop!」に次ぐ3位にランクインし、その後4日連続でAqoursのCDが1位と3位をキープし続けた。2月11日付の週間シングルランキングで2.2万枚を売り上げて4位にランクイン。Aqoursにとっては初の2週連続トップ5入りとなった。また、チケット応募締め切り日となる2月4日付デイリーでは2位に浮上し、「逃走迷走メビウスループ/Hop? Stop? Nonstop!」とともにAqoursのCDが1・2位独占を果たした。また、同時に累計が100,090枚に達し、前作「Thank you, FRIENDS!!」に続いて2作連続で累計10万枚越えを達成した。
ビルボードにおいてもTop Singles Sales・Hot Animationで1位を獲得した。
また、番組オリジナルチャートを発表しているCDTV（TBS系列）、JAPAN COUNTDOWN（テレビ東京系列）でもそれぞれ首位を獲得。特にJAPAN COUNTDOWNでは、キャラクターのシングル作品が首位を獲得するのは番組開始以来初の快挙となった。

## 収録曲
- CD

1. 僕らの走ってきた道は…
  - 作詞：畑亜貴、作曲・編曲：EFFY
  - 歌：Aqours
  - 劇場版『ラブライブ！サンシャイン!! The School Idol Movie Over the Rainbow』主題歌・挿入歌
2. Next SPARKLING!!
  - 作詞：畑亜貴、作曲・編曲：Carlos K.
  - 歌：Aqours
  - 劇場版『ラブライブ！サンシャイン!! The School Idol Movie Over the Rainbow』主題歌・挿入歌
3. 僕らの走ってきた道は… (Off Vocal)
4. Next SPARKLING!! (Off Vocal)